# La Sure en Chartreuse
La Sure en Chartreuse község Franciaország Auvergne-Rhône-Alpes régiójában, Isère  megyében. Új községként 2017. január 1-jén jött létre Pommiers-la-Placette és Saint-Julien-de-Raz község egyesítésével. A korábbi községek egyesülésekor az új község lélekszáma 1021 fő lett. Lakosainak száma 1060 fő (2022. január 1.).

## Népesség
| Lakosok száma | 983  | 993  | 984  | 985  | 987  | 988  | 1058 | 1060 |
|               | 2013 | 2015 | 2017 | 2018 | 2019 | 2020 | 2021 | 2022 |